# Deporte adaptado

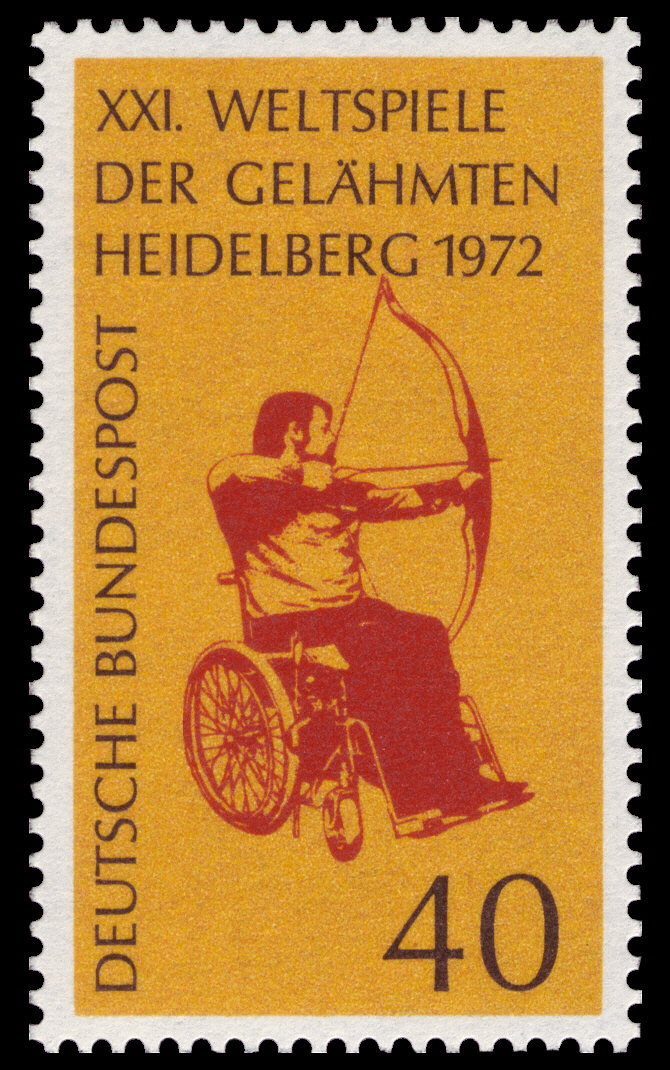
Sello postal de Alemania en homenaje a los Juegos Paralímpicos de 1972 en Heidelberg.

El deporte adaptado es la disciplina deportiva cuyas reglas han sido adaptadas para que pueda ser practicado por personas que tengan una discapacidad física, visual e intelectual.
Muchos de estos deportes están basados e inspirados en deportes existentes practicados por personas que no tienen ningún tipo de discapacidad, aunque también ciertos deportes fueron específicamente creados para personas con discapacidad y sin tener equivalente en algún deporte para personas válidas. 

## Organización e historia de los deportes adaptados
El deporte organizado para las  personas discapacitadas con frecuencia es dividido en tres grandes categorías de discapacidad: las deficiencias auditivas, las deficiencias físicas y las deficiencias intelectuales. Cada grupo tiene su propia historia, sus organizaciones, sus competiciones, y su propia visión del deporte y de sus beneficios..
Después de 1988, el Comité Olímpico Internacional integró a sus actividades los llamados "Juegos Paralímpicos", que tienen lugar en el mismo país donde se desarrollan los juegos para personas válidas, y justo después de los mismos.

### Deporte para sordos
La primera competición deportiva internacional para personas con defectos de audición, fue organizada en París en 1924, y conocida con el nombre de The Silent Games («Los Juegos Silenciosos»). Estos juegos fueron organizados por el CISS (anteriormente Comité International des Sports Silencieux, y hoy día Comité International des Sports des Sourds), reuniendo 145 atletas con origen en nueve países europeos. 
Desde 1924, estos juegos mundiales tuvieron lugar cada cuatro años (con una interrupción obligada durante la Segunda Guerra Mundial), y hoy día se conocen como las «Sordolimpiadas» o los «Juegos Sordolímpicos» (en inglés: Deaflympics). Las sordolimpíadas 2005 en Melbourne (Australia) reunieron 2300 atletas de 75 países. El CISS mantiene juegos separados para los atletas sordos, con la finalidad de contemplar sus necesidades específicas en comunicación, y también para favorecer la interacción social entre los participantes, lo que por cierto es un aspecto esencial del deporte.

### Deporte para discapacitados físicos

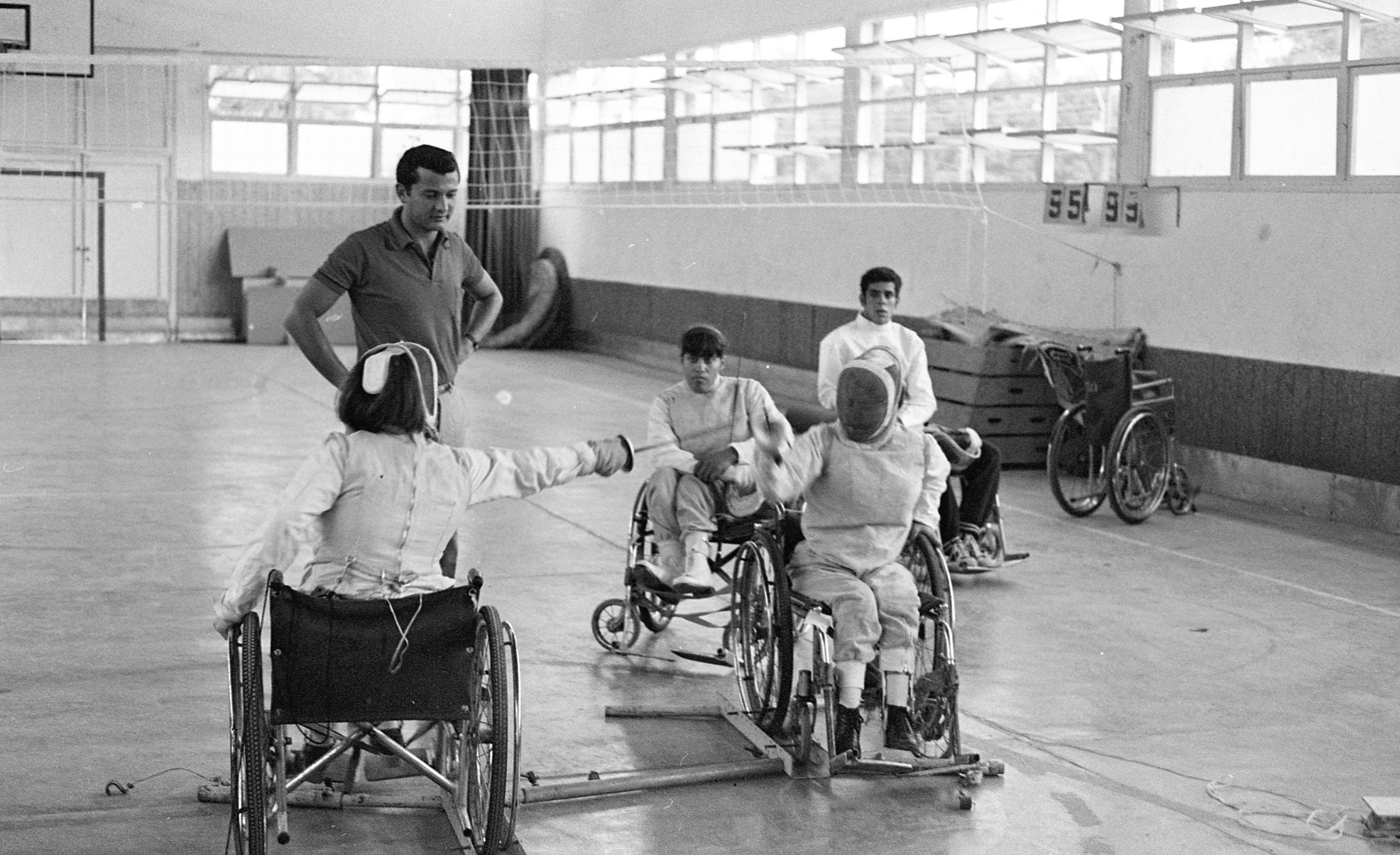
En Israel 1969

El deporte adaptado siempre ha sido utilizado con un objetivo terapéutico, para la reeducación de las personas que sufren de una o varias discapacidades. Uno de los primeros proponentes de este enfoque fue el neurocirujano Ludwig Guttmann, director del hospital de Stoke Mandeville, cerca de Londres, donde se apoyaba y se trataba a los veteranos de la Segunda Guerra Mundial que estaban parapléjicos. Para favorecer la reeducación de una manera lúdica, se organizaron distintos juegos deportivos: el netball en silla de ruedas, el baloncesto en silla de ruedas a partir de 1955, y el tiro con arco, entre otros. Estos «Juegos de Stoke Mandeville» organizados desde 1948, dieron nacimiento a los Juegos Paralímpicos en 1960.
El deporte adaptado se inició primero como una actividad de esparcimiento y divertimento, pero rápidamente se transformó en una actividad de competición bien establecida y reglamentada.
En 1989, el Comité International Paralímpico reagrupó todas las estructuras deportivas para competidores discapacitados.
Hoy día, ciertos deportes adaptados, como el baloncesto en silla de ruedas, también pueden ser practicados por personas sin discapacidad. Y esta importante etapa de la integración del deporte adaptado en el deporte de la categoría general, aún no se ha terminado. Hay muchas personas que hoy día piensan primero en la discapacidad en lugar de primero pensar en lo deportivo, y entre ellos se encuentran personas con y sin discapacidad.

### Deporte para deficientes intelectuales
El deporte para discapacitados mentales comenzó a ser organizado en los años 1960 a través del movimiento Special Olympics («Juegos Olímpicos Especiales»). Y estas competiciones comenzaron durante los campamentos de verano organizados por Eunice Kennedy Shriver a partir de 1962. Los primeros Special Olympics internacionales tuvieron lugar en Chicago en 1968. 
Una federación internacional fue creada en 1986, la International Sports Federation for Persons with Intellectual Disability (INAS-FID), para así animar y desarrollar el deporte de alto nivel con atletas que tienen algún grado de retraso mental. Esta federación pone algo menos de énfasis en el llamado «deporte para todos» que el que se pone a través de los Special Olympics. En efecto, el INAS está inmerso en una real lógica de competición, con criterios de elegibilidad que permiten evaluar la real situación de las deficiencias intelectuales.
Hasta el año 2000, los atletas que tenían una discapacidad intelectual pudieron participar sin inconvenientes en los Juegos Paralímpicos. Como consecuencia del trabajo efectuado por la Federación Francesa del Deporte Adaptado así como por INAS-FID, existe un equivalente de los Juegos Paralímpicos para las personas deficientes intelectuales: los Global Games, los que se iniciaron con los juegos de Suecia del año 2004, y continuaron con los juegos de 2009 en República Checa. Esta manifestación ha reagrupado unos 2000 deportistas en las siguientes disciplinas: atletismo, natación, tenis de mesa, judo (en 2009), baloncesto, y fútbol.

## Los deportes adaptados
A priori, cada deporte puede ser practicado por las personas con discapacidad, a condición de introducir eventualmente los acondicionamientos necesarios para cada tipo de discapacidad. La lista que a continuación se indica no es exhaustiva.

### Deportes adaptados de verano
- Atletismo adaptado
- Bochas
- Baloncesto en silla de ruedas
- Boxeo
- Ciclismo adaptado
- Danza en silla de ruedas
- Equitación
- Esgrima en silla de ruedas
- Escalada
- Fútbol en silla motorizada
- Fútbol 5
- Fútbol 7
- Golbol
- Golf
- Hockey en sillas de ruedas eléctricas
- Karate
- Levantamiento de potencia
- Natación adaptada
- Paracanotaje
- Paratriatlón
- Remo
- Rugby en silla de ruedas
- Esquí acuático
- Tenis en silla de ruedas
- Tenis de mesa adaptado
- Tiro con arco adaptado
- Tiro deportivo adaptado
- Torball
- Vela
- Voleibol adaptado
- Yudo adaptado

### Deportes adaptados de invierno
- Biatlón adaptado
- Curling en silla de ruedas
- Esquí alpino adaptado
- Esquí de fondo adaptado
- Hockey sobre hielo adaptado
- Snowboard adaptado
- Bobsleigh adaptado
- Skeleton adaptado
- Luge adaptado

## Deporte adaptado aficionado
El deporte adaptado, así como el deporte practicado por personas que no tienen discapacidades, tiene claros beneficios para la salud y para el desarrollo personal. Para las personas con alguna discapacidad, es un medio de reconocimiento hacia la sociedad y hacia sus respectivas familias, al poder mostrar las potencialidades de los deportistas, en lugar de poner en evidencia los límites de los competidores.

## Deporte adaptado de competición
Los atletas con discapacidad aún no son considerados por la sociedad como atletas de alto nivel competitivo. Además, los eventos son poco mediatizados, lo que influye sobre la agenda del día a día; poca gente habla de ellos y se interesa en ellos, y aún hay quienes ni siquiera saben que este tipo de competiciones existen, ya que las confunden con algún tipo de terapia.
Por otra parte, ningún atleta con discapacidad vive de su deporte. Por el contrario, ciertos equipamientos o dispositivos requeridos, como por ejemplo las prótesis para poder correr, son muy costosas, y en muchos casos son financiadas por los propios deportistas, o eventualmente por algún ocasional patrocinador.
Cada deporte adaptado tiene sus propias y particulares competiciones: campeonatos nacionales e internacionales, así como campeonatos del mundo. Los Juegos Paralímpicos (para los discapacitados motores y visuales) y los Juegos Olímpicos Especiales (para los discapacitados intelectuales) son eventos internacionales que reagrupan diferentes deportes adaptados, y que cada vez más atraen la atención pública.
En oportunidad de las competiciones, los deportistas son agrupados en categorías según el tipo y la gravedad de su respectiva discapacidad. El objetivo es de hacer competir juntos a atletas que tengan aptitudes funcionales comparables. Estas categorías son específicas de cada deporte, y generalmente son señaladas por una letra (generalmente la inicial del propio deporte en inglés) seguida de un número representando la gravedad de la discapacidad (cuanto más pequeño es este valor, la discapacidad es más importante). Por ejemplo, en natación («swimming» en inglés), los discapacitados motores son clasificados en 10 categorías, de S1 a S10 para el nado libre, el estilo espalda, y el estilo mariposa.